# 丘磊
丘磊（？—1644年12月5日（崇禎十七年十一月辛卯）），字間石，濟南府鄒平縣人，明朝、南明軍事人物。

## 生平
丘磊年輕時曾是諸生，到遼東軍門上書，曾和左良玉跟隨軍隊搶掠，依法斬首，但他獨自承擔罪責，收押在刑部監獄，令左良玉免死。崇禎十三年（1640年）左良玉捐萬兩金救他出來；侯恂再次督師，上奏以丘磊為都督同知山東總兵，掛鎮東將軍印。他的部下多是遼東人，驍勇善戰，卻放縱擾民，所到的地方都關上城門。崇禎十七年（1644年），丘磊聯同諸城的丘子瀛、丘元復、范四收復靈山衛，轉左都督。他與劉澤清不和睦，南過安東時被他奪走物資，劉澤清顧慮此事成為同儕笑話，故意隱藏不報。弘光帝繼位，朝廷命丘磊渡海收登州、萊州，他在白沙祭海，即將帶同眷屬物資出發，被尚書張鳳翔阻止，朝廷未理會。劉澤清與史可法結怨，指他有異謀；某天，丘磊帶領百餘名騎兵至安東，總兵柏承馥欺騙他入署，之後突然領兵抓拿他，入淮安獄。劉澤清親自慰問，帶酒把臂嗚咽，命令獄吏謹視。又替他上疏請，不久朝廷賜他自盡，時下的人都認為他冤枉。左良玉東下清君側，也因為他的死。

## 引用
1. ↑  錢海岳《南明史·卷一·本紀第一》：（崇禎十七年十一月）辛卯，東平伯劉澤清殺鎮東將軍丘磊。
2. 1 2  錢海岳《南明史·卷三十九·列傳第十五》：丘磊，字間石，鄒平人。少以諸生走遼東。詣軍門上書，嘗與左良玉從軍摽掠，坐法論斬，磊願以身獨任罪，而免良玉死。磊繫刑部獄。崇禎十三年，良玉捐萬金救之。侯恂再出督師，奏以磊為都督同知山東總兵，挂鎮東將軍印。所將多遼人，勁銳善戰，以不戢擾民，所向閉城。
3. ↑  錢海岳《南明史·卷三十九·列傳第十五》：十七年，合諸城丘子瀛、丘元復、范四復靈山衛，遷左都督。與劉澤清不相能，澤清南過安東磊奪其輜重，澤清慮為儕輩笑，匿以不聞。會安宗立，因請命磊渡海收登、萊，磊於白沙祭海，將以眷屬輜重北發，尚書張鳳翔止其行，不省。澤清搆之於史可法，謂其有異謀。一日，磊以百餘騎至安東，總兵柏承馥紿磊入署，突兵執之，下淮安獄。澤清自往唁之，置酒把臂嗚咽，諭獄吏謹視。會當疏請，無何，得旨賜自盡，議者多冤之。良玉東下，蓋亦因磊死云。